# Horst Zingraf
Horst Zingraf (* 24. März 1939; † 26. Dezember 2020 in Ormesheim) war ein deutscher Fußballtorhüter, der in der Fußball-Oberliga Südwest von 1958 bis 1963 für Sportfreunde 05 Saarbrücken 120 Spiele absolviert hat und ab dem Jahr 2003 als Präsident des Bundes Deutscher Fußball-Lehrer amtierte.

## Laufbahn

### Torhüter, bis 1971
Zingraf war in der Jugend ein erfolgreicher und vielseitiger Sportler (Leichtathletik, Handball, Volleyball, Fußball), der sich dann für den Fußball entschied und mit den Sportfreunden Saarbrücken in der Saison 1957/58 als Vizemeister der 2. Liga in die damals erstklassige Fußball-Oberliga Südwest zur Runde 1958/59 zurückkehrte. Der frühere saarländische Handballauswahlspieler feierte als Torhüter seinen Oberliga-Einstand am ersten Spieltag, am 17. August 1958, beim 2:2-Unentschieden bei TuRa Ludwigshafen im Tor der Sportfreunde. Am Rundenende hatte er 21 Ligaspiele für den rot-weißen Aufsteiger aus dem Stadtteil Burbach absolviert und die „Hiddeklower“ belegten den sechsten Rang. Auch in den Runden 1960/61 und 1962/63 nahm Zingraf mit den Sportfreunden in der Südwest-Oberliga den sechsten Rang ein. Im letzten Oberligajahr, 1962/63, trainierte Ex-Profi Horst Buhtz die Mannschaft und die Karriere des Torjägers Johannes Löhr begann im Saarbrücker Westen auf den Saarwiesen mit 18 Toren. Im ersten Jahr der neu installierten Fußball-Regionalliga Südwest, 1963/64, kamen die Burbacher auf den achten Rang. Im zweiten Jahr kämpften die Sportfreunde massiv gegen finanzielle Bedrängnisse – der Zuschauerdurchschnitt betrug 1.312 in der Saison 1964/65 – und der Verein zog sich nach Rundenschluss freiwillig aus der Regionalliga zurück. Zingraf schloss sich daraufhin dem Regionalligisten SV Röchling Völklingen an und kehrte zur Runde 1969/70 wieder mit seinem Wechsel zum 1. FCS nach Saarbrücken zurück, wo er während der Runde 1970/71 zeitweise das Amt des Spielertrainers ausübte.
Insgesamt kam er in der Regionalliga Südwest von 1963 bis 1971 für die Vereine Sportfreunde Saarbrücken, Röchling Völklingen und 1. FC Saarbrücken auf 183 Ligaspiele.

### Trainer – Lehrer – Funktionär
In der Runde 1971/72 übernahm er als Trainer den 1. FC Saarbrücken und belegte den zwölften Rang. Ab Januar 1973 sprang er für den entlassenen Trainer Otto Rehhagel in der Runde 1972/73 ein.
Ab 1978 führte Zingraf als Nachfolger von Herbert Binkert im Bund Deutscher Fußball-Lehrer als Vorsitzender die Verbandsgruppe Südwest an. Anfang der achtziger Jahre wirkte der studierte Diplomsportlehrer als Dozent bei der Ausbildung von Sportlehrern für das Fach Fußball an der Universität Saarbrücken. Später entschied er sich beruflich für eine große Sportartikelfirma und wurde Vertriebsmanager für Deutschland, die Schweiz und Österreich. Er trat mehrmals als Referent in Theorie und Praxis im Rahmen diverser Jahreshauptlehrgänge des BDFL auf.
Beim Internationalen Trainer-Kongress (ITK) 2003 in Freiburg wurde er zum Präsidenten des Bundes Deutscher Fußball-Lehrer als Nachfolger von Klaus Röllgen, der aus Altersgründen ausschied, gewählt.
Er vertritt die Forderung, dass der Verband als Meinungsführer für Angelegenheiten der Trainer stehen muss und die Profitrainer aus der Bundesliga sich noch stärker in den BDFL einbinden lassen, um dort auch Verantwortung übernehmen.